# 조앤 어들리
조앤 어들리(Joan Eardley, 1921년 5월 18일 ~ 1963년 8월 16일)는 영국의 화가이다.